# Symphyotrichum laurentianum
Symphyotrichum laurentianum là một loài thực vật có hoa trong họ Cúc. Loài này được (Fernald) G.L.Nesom miêu tả khoa học đầu tiên.